# Давлетшин, Тамурбек Динмухаметович
Тамурбек Динмухаметович Давле́тшин (тат. Timurbäk Dinmöxämmät ulı Däwlätşin, Тимурбәк Динмөхәммәт улы Дәүләтшин; 26 мая 1904, деревня Зильдяр Уфимской губернии — 7 сентября 1983, Мюнхен) — татарский историк, юрист, общественный деятель.

## Биография
Родился 26 мая 1904 г. в деревне Зильдяр Уфимской губернии в семье крестьян-середняков. Первоначальное образование он получил в родной деревне — вначале в татарской школе, преподавание в которой велось по «новому методу», а затем и в русско-татарской школе.
Осенью 1921 года он стал делегатом Белебеевского уездного и Уфимского губернского съездов Советов.
Учился на юридическом факультете Казанского (1924—1926) и Московского (1928—1930) университетов.
В 1933 году окончил аспирантуру. В 1934—1938 — научный руководитель и председатель ученого совета НИИ в Уфе.
В 1938—1941 годах — профессор гражданского права Казанского филиала Всесоюзного юридического института, начальник юридического отдела Президиума Верховного Совета Татарской АССР.
В 1941 году ушёл на фронт и в конце лета того же года попал в плен.
В 1942 году был освобождён и жил в Берлине. Участвовал в организации и работе татарской газеты «Идель-Урал», издававшейся при поддержке Министерства по делам оккупированных территорий. После войны остался в ФРГ.
Один из организаторов и руководителей Татаро-Башкирского национального комитета (1947—1953).
В 1951—1969 годах — научный сотрудник Института по изучению СССР (Мюнхен).
Составил один из первых татарско-немецких словарей. 
В общей сложности им было опубликовано около 80 работ на русском, татарском, немецком, английском, турецком, арабском, испанском, французском языках по проблемам права, политической жизни, образования, культуры в СССР.
Автор книги «Советский Татарстан: теория и практика ленинской национальной политики» (1974, Лондон, на русском языке), которая была признана в СССР антисоветской.